# ルッジェーロ・リッチ
ルッジェーロ・リッチ（Ruggiero Ricci,1918年7月24日 - 2012年8月6日）は、アメリカ合衆国のヴァイオリニスト。ルジェーロ・リッチとも表記される。少年時代から晩年にいたるまでの長大なキャリア、多大なレパートリーと録音量を誇る。

## 経歴
カリフォルニア州サンブルーノで、イタリア系移民の家庭に生まれる。父親の手ほどきでヴァイオリンを始め、後にルイス・パーシンガーの愛弟子となる。
神童として頭角をあらわし、1928年にわずか10歳でヴィエニャフスキやヴュータンの作品を演奏してサンフランシスコで公式デビューを飾る。翌年にはメンデルスゾーンの協奏曲を演奏して、オーケストラと初共演を行った後、カーネギー・ホールにおけるデビューでも大成功を収めている。
1930年代にベルリンに留学して、ゲオルク・クーレンカンプほかに入門、アドルフ・ブッシュ以降のドイツのヴァイオリン演奏様式を習得した。
1942年から1945年まで従軍しながら米軍の慰問演奏を担った後、1947年にパガニーニの《24のカプリース》の最初の録音を行った。また除隊後には、19世紀の作曲家による無伴奏ヴァイオリン作品の発掘と演奏にいそしんだ。現代音楽の作曲家による多くの作品の世界初演を行っており、ヒナステラの協奏曲などは録音も残している。
ソリストとして優に70年の演奏活動を続け、その間に65カ国において5000回以上の演奏を行うかたわら、さまざまなレーベルから500点以上の録音作品を制作してきた。ヴァイオリン教師としては、インディアナ総合大学、ジュリアード音楽学校、ミシガン州総合大学などで後進を指導するほか、ザルツブルクのモーツァルテウム・アカデミーを筆頭に、欧米各地でマスタークラスも主宰した。楽譜出版社シルマーからは、左手の運指技術に関する著書を上梓した。
愛器はグァルネリ・デル・ジェスだが、4度目のパガニーニの《カプリース》全曲録音においては、イタリア・ジェノヴァよりパガニーニ自身の所有したグァルネリを貸与された。
リッチは、19世紀ヨーロッパの伝統的な巨匠様式を今日に受け継ぐヴァイオリニストと目されており、美音と華麗な演奏技巧、独特な楽器の歌わせ方が特徴的である。パガニーニやサラサーテを得意とする。一方、室内楽曲も好んで演奏しており、マルタ・アルゲリッチをしたがえてカーネギー・ホールで収録されたライブ演奏では、フランクとプロコフィエフのヴァイオリン・ソナタをとり上げている。
2012年8月6日、心不全のために死去。94歳没。